# Nomura Naoki
Naoki Nomura (野村 直輝 Nomura Naoki, sinh ngày 17 tháng 4 năm 1991 ở Shimonoseki) là một cầu thủ bóng đá người Nhật Bản thi đấu cho Yokohama FC.

## Thống kê câu lạc bộ
Cập nhật đến ngày 23 tháng 2 năm 2018.
| Thành tích câu lạc bộ | Thành tích câu lạc bộ | Thành tích câu lạc bộ | Giải vô địch | Giải vô địch | Cúp                   | Cúp                   | Tổng cộng | Tổng cộng |
| Mùa giải              | Câu lạc bộ            | Giải vô địch          | Số trận      | Bàn thắng    | Số trận               | Bàn thắng             | Số trận   | Bàn thắng |
| Nhật Bản              | Nhật Bản              | Nhật Bản              | Giải vô địch | Giải vô địch | Cúp Hoàng đế Nhật Bản | Cúp Hoàng đế Nhật Bản | Tổng cộng | Tổng cộng |
| --------------------- | --------------------- | --------------------- | ------------ | ------------ | --------------------- | --------------------- | --------- | --------- |
| 2014                  | Yokohama FC           | J2 League             | 18           | 3            | 1                     | 0                     | 19        | 3         |
| 2015                  | Yokohama FC           | J2 League             | 11           | 1            | 0                     | 0                     | 11        | 1         |
| 2016                  | Yokohama FC           | J2 League             | 38           | 4            | 1                     | 1                     | 39        | 5         |
| 2017                  | Yokohama FC           | J2 League             | 35           | 6            | 0                     | 0                     | 35        | 6         |
| Tổng cộng sự nghiệp   | Tổng cộng sự nghiệp   | Tổng cộng sự nghiệp   | 102          | 14           | 2                     | 1                     | 104       | 15        |